# Litoholat 6-beta-hidroksilaza
Litoholat 6-beta-hidroksilaza (EC 1.14.13.94, litoholatna 6beta-monooksigenaza, CYP3A10, 6beta-hidroksilaza, citohrom P450 3A10/lithocholic kiselina 6beta-hidroksilaza) je enzim sa sistematskim imenom litoholat,NADPH:kiseonik oksidoreduktaza (6beta-hidroksilacija). Ovaj enzim katalizuje sledeću hemijsku reakciju
litoholat + + + O2 {\displaystyle \rightleftharpoons } 6beta-hidroksilithoholat + + + 2O
Ovaj enzim je hem-tiolatni protein (P-450). Ovaj enzim je 50-puta više izražen kod muških hrčaka.

## Literatura
- Nicholas C. Price; Lewis Stevens (1999). Fundamentals of Enzymology: The Cell and Molecular Biology of Catalytic Proteins (Third изд.). USA: Oxford University Press. ISBN 019850229X.
- Eric J. Toone (2006). Advances in Enzymology and Related Areas of Molecular Biology, Protein Evolution (Volume 75 изд.). Wiley-Interscience. ISBN 0471205036.
- Branden C; Tooze J. Introduction to Protein Structure. New York, NY: Garland Publishing. ISBN 0-8153-2305-0.
- Irwin H. Segel. Enzyme Kinetics: Behavior and Analysis of Rapid Equilibrium and Steady-State Enzyme Systems (Book 44 изд.). Wiley Classics Library. ISBN 0471303097.

## Spoljašnje veze
- Lithocholate+6beta-hydroxylase на 